# Talış (Tərtər)
Talish (in armeno Թալիշ?, in azero Talış) è una comunità rurale del distretto di Martakert, in Azerbaigian, fino al 2020 appartenente alla regione di Martakert nella repubblica di Artsakh (fino al 2017 denominata repubblica del Nagorno Karabakh).

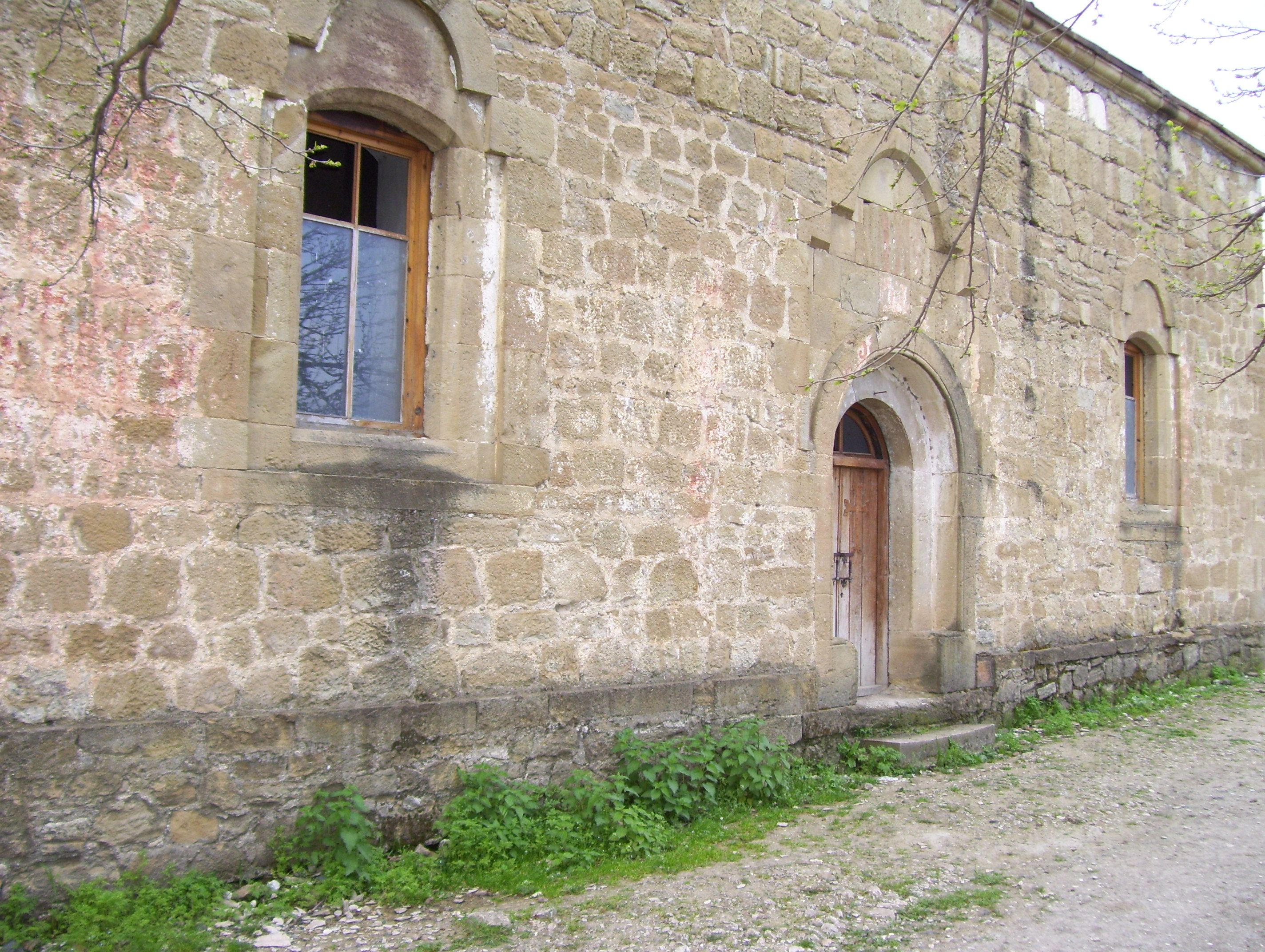
La chiesa del Santissimo Salvatore nel villaggio, costruita nel 1894.

Il paese nel 2005 contava poco più di 500 abitanti e si trova nell'angolo nord orientale del territorio del Nagorno Karabakh a pochi chilometri dall'ex confine con l'Azerbaigian.  Per tale motivo l'area è stata spesso oggetto di monitoraggio da parte delle delegazioni del gruppo di Minsk dell'OSCE per la verifica del rispetto dell'accordo di cessate il fuoco.
Nei pressi del villaggio sorge il monastero di Horekavank.

## Storia
Nel corso della Guerra dei quattro giorni in Nagorno Karabakh (2-5 aprile 2016), il villaggio viene occupato dalle forze azere e molte abitazioni subiscono gravi danni. Alcuni civili sono uccisi e si registrano casi di brutalità con mutilazioni come nel caso dell'anziana famiglia Khalapyan. Al termine del breve conflitto il villaggio ritorna sotto controllo armeno anche se per alcune settimane gli abitanti rifiutano di tornare temendo nuove azioni nemiche.
Il villaggio è stato ricatturato dall'Azerbaigian durante la guerra del Nagorno Karabakh del 2020. Il reinsediamento del villaggio da parte degli azeri è iniziato nel marzo 2023, con 20 famiglie che si sono trasferite a Talish.